# Кведа-Симонети
Кведа-Симонети (груз. ქვედა სიმონეთი) — село Грузии. Находится в Тержольском муниципалитете края Имеретия. Вблизи села находится термальный источник слабосолёной железистой минеральной воды.